# Бенжамен Буріжо
Бенжамен Буріжо (фр. Benjamin Bourigeaud, нар. 14 січня 1994, Кале) — французький футболіст, центральний півзахисник клубу «Ренн».

## Клубна кар'єра
Народився 14 січня 1994 року в місті Кале. Вихованець футбольної школи клубу «Ланс», в якій навчався з 2005 року. З 2012 року став виступати за дублюючу команду, в якій взяв участь у 32 матчах чемпіонату.
11 листопада 2013 року Буріжо дебютував у першій команді в матчі Ліги 2 проти «Ніора» (2:2). У дебютний сезон на професійному рівні він зіграв 16 матчів чемпіонату і допоміг клубу вийти у елітний дивізіон. 9 серпня 2014 року у матчі проти «Нанта» (0:1) Буріжо дебютував у Лізі 1 і став основним гравцем команди. Втім у березні 2015 року він отримав важку травму, яка потребувала хірургічного втручання та відсутності виступів до кінця сезону., за результатами якого клуб назад понизився у класі. Після цього Буріжо провів ще два сезони з рідним клубом у другому дивізіоні, так і не зумівши повернутись з ним у еліту.
14 червня 2017 року підписав чотирирічний контракт з клубом Ліги 1 «Ренн». Станом на 1 червня 2020 року відіграв за команду з Ренна 96 матчів у національному чемпіонаті.
22 лютого 2024 року в матчі плей-оф Ліги Європи УЄФА проти «Мілана» оформив хет-трик.

## Виступи за збірну
У травні 2014 року зіграв дві гри у складі молодіжної збірної Франції до 20 років проти Китаю і Мексики на турнірі в Тулоні, ставши фіналістом змагання. 

## Титули і досягнення
- Володар Кубка Франції (1):

«Ренн»: 2018-19
- Володар Кубка зірок Катару (1):

«Ад-Духаїль»: 2024-25